# Chasson Randle
Chasson Jermar Randle (Rock Island, Illinois, 5 de febrero de 1993) es un baloncestista estadounidense que pertenece a la plantilla de los Stockton Kings de la G League. Con 1,88 metros de estatura, juega en las posiciones de base o escolta.

## Trayectoria deportiva

### Universidad
Jugó cuatro temporadas con los Cardinal de la Universidad de Stanford, en las que promedió 16,5 puntos, 3,3 rebotes y 2,5 asistencias por partido. En su primera temporada promedió 13,8 puntos por partido, siendo incluido en el mejor quinteto de novatos de la Pac-12 Conference, logrando ese año ganar el NIT. Fue incluido en sus dos últimas temporadas en el mejor quinteto de la conferencia.

### Profesional

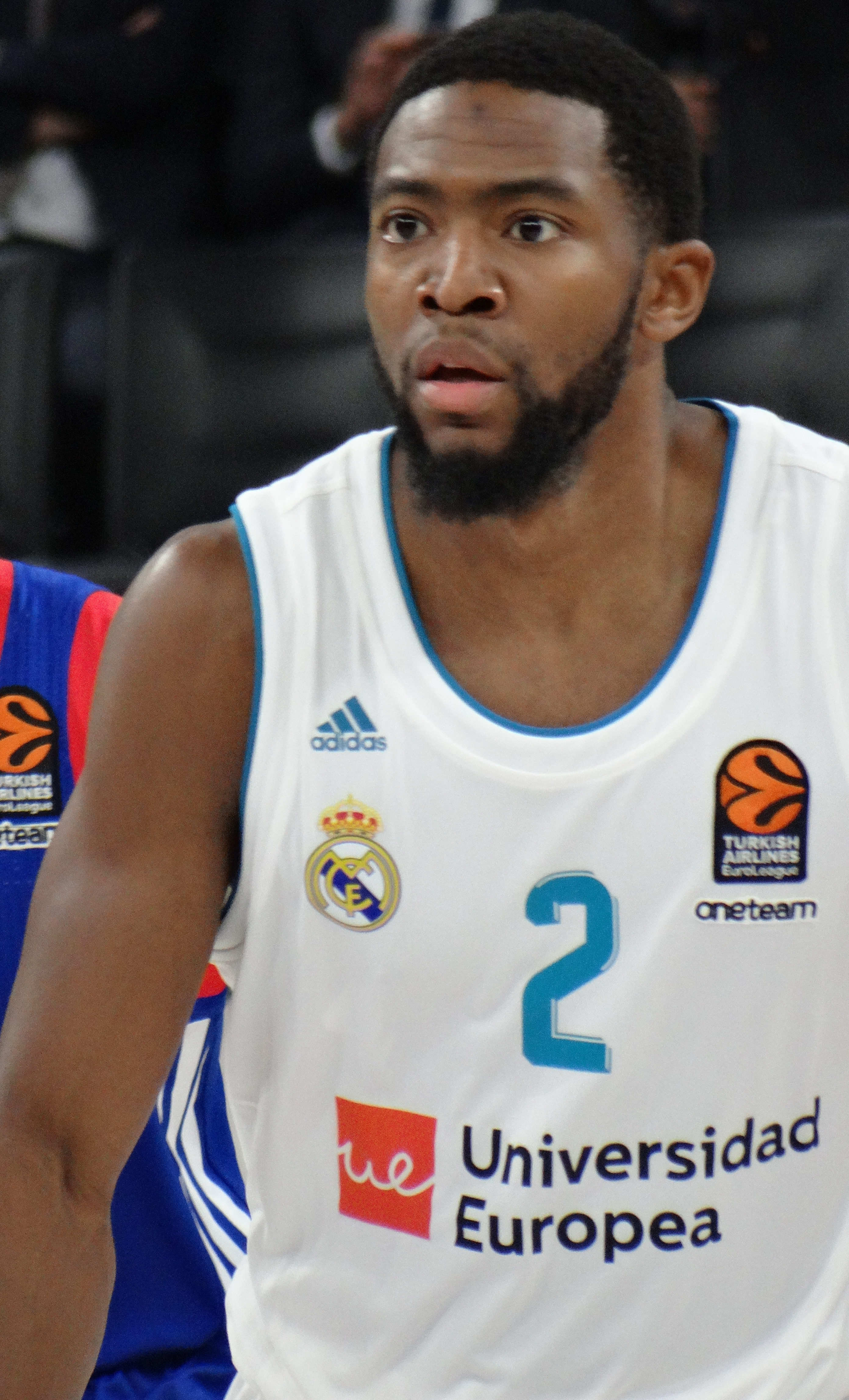
Randle con Real Madrid en 2017.

Tras no ser elegido en el Draft de la NBA de 2015, disputó las ligas de verano con los Golden State Warriors, pero acabó fichando por el ČEZ Basketball Nymburk de la liga checa. con los que ganó el campeonato de liga, promediando 12,8 puntos y 2,3 rebotes por partido.
En julio de 2016 se unió a los New York Knicks para disputar las ligas de verano, equipo con el que acabó firmando el 4 de agosto. Pero fue despedido antes del comienzo de la temporada.
El 10 de enero de 2017 firmó un contrato por 10 días con los Philadelphia 76ers. Debutó cuatro días más tarde, en un partido ante los Washington Wizards, en el que consiguió tres puntos y un robo de balón. Tras no ser renovado por los Sixers, el 27 de febrero firmó contrato con los New York Knicks.
El 7 de octubre de 2017, firmó un contrato de una temporada con el Real Madrid con el que consigue ganar la Euroliga 2017-18.
El 20 de septiembre de 2018, firma con los Washington Wizards. Después de ser cortado, le vuelven a contratar para jugar también con el equipo filial de la G League, los Capital City Go-Go.
El 14 de agosto de 2019, Randle firma con los Tianjin Pioneers de la CBA china.
El 3 de marzo de 2020, firma un contrato de 10 días con Golden State Warriors. Pero después de 3 encuentros, en junio de 2020, se convierte en agente libre.
Después de un año en China, el 2 de diciembre de 2020, firma con Oklahoma City Thunder.
El 26 de septiembre de 2021 firmó con los Phoenix Suns, pero fue cortado antes del comienzo de la temporada.
El 16 de diciembre de 2021, firma por los New Zealand Breakers de la National Basketball League (Australia).
El 4 de noviembre de 2022 fue incluido en la lista de jugadores de los Grand Rapids Gold. El 11 de febrero de 2023 regresó a los Oklahoma City Blue.
El 19 de abril de 2023 firmó con los Leones de Ponce de la BSN de Puerto Rico.
El 17 de agosto de 2023, firmó un contrato de un año con el club griego AEK Atenas.
El 27 de septiembre de 2024 firmó con los Minnesota Timberwolves, pero fue despedido al día siguiente. El 5 de noviembre se unió a su filial, los Iowa Wolves. El 30 de diciembre fue traspasado a los Stockton Kings en un intercambio de tres equipos que involucró a los Long Island Nets, con Iowa recibiendo a Amari Bailey de Long Island y Long Island adquiriendo a Drew Timme de Stockton.

### Selección nacional
En 2009 participó con la selección júnior de Estados Unidos en el Campeonato FIBA Américas Sub-16 celebrado en Argentina y proclamándose campeón.

## Estadísticas de su carrera en la NBA

### Temporada regular
| Año     | Equipo       | PJ  | PT | MPP  | %TC  | %3P  | %TL   | RPP | APP | ROB | TPP | PPP |
| ------- | ------------ | --- | -- | ---- | ---- | ---- | ----- | --- | --- | --- | --- | --- |
| 2016-17 | Philadelphia | 8   | 0  | 9.3  | .462 | .400 | 1.000 | .6  | .8  | .4  | .1  | 5.3 |
| 2016-17 | New York     | 18  | 0  | 12.5 | .389 | .312 | .935  | 1.7 | 1.6 | .3  | .1  | 5.3 |
| 2018-19 | Washington   | 49  | 2  | 15.2 | .419 | .400 | .694  | 1.1 | 2.0 | .5  | .1  | 5.5 |
| 2019-20 | Golden State | 3   | 0  | 13.3 | .000 | .000 | .833  | .7  | 1.7 | .7  | .0  | 1.7 |
| 2020-21 | Orlando      | 41  | 5  | 20.4 | .388 | .338 | .792  | 2.0 | 1.8 | .5  | .1  | 6.5 |
| Total   | Total        | 119 | 7  | 16.1 | .401 | .361 | .799  | 1.4 | 1.8 | .5  | .1  | 5.7 |